# 艮神社 (尾道市長江)
艮神社（うしとらじんじゃ）は、広島県尾道市長江にある神社。旧社格は村社。

## 祭神
- 伊邪那岐神
- 天照大御神
- 素戔男命
- 吉備津彦命

## 歴史
806年に建立された。旧尾道市内で最古の神社といわれている。産土信仰に由来し、社伝の由来として、1816(文化13年）に書かれた亀山士綱による『尾道志稿』には、1475年(文明7年)にはすでに存在しているという記載が確認できる。同様に、戦前各役場に備えられていた公簿・社寺台帳である「社寺明細帳」にも、同様の年代に記載が確認され遡れるとしている。

## 境内

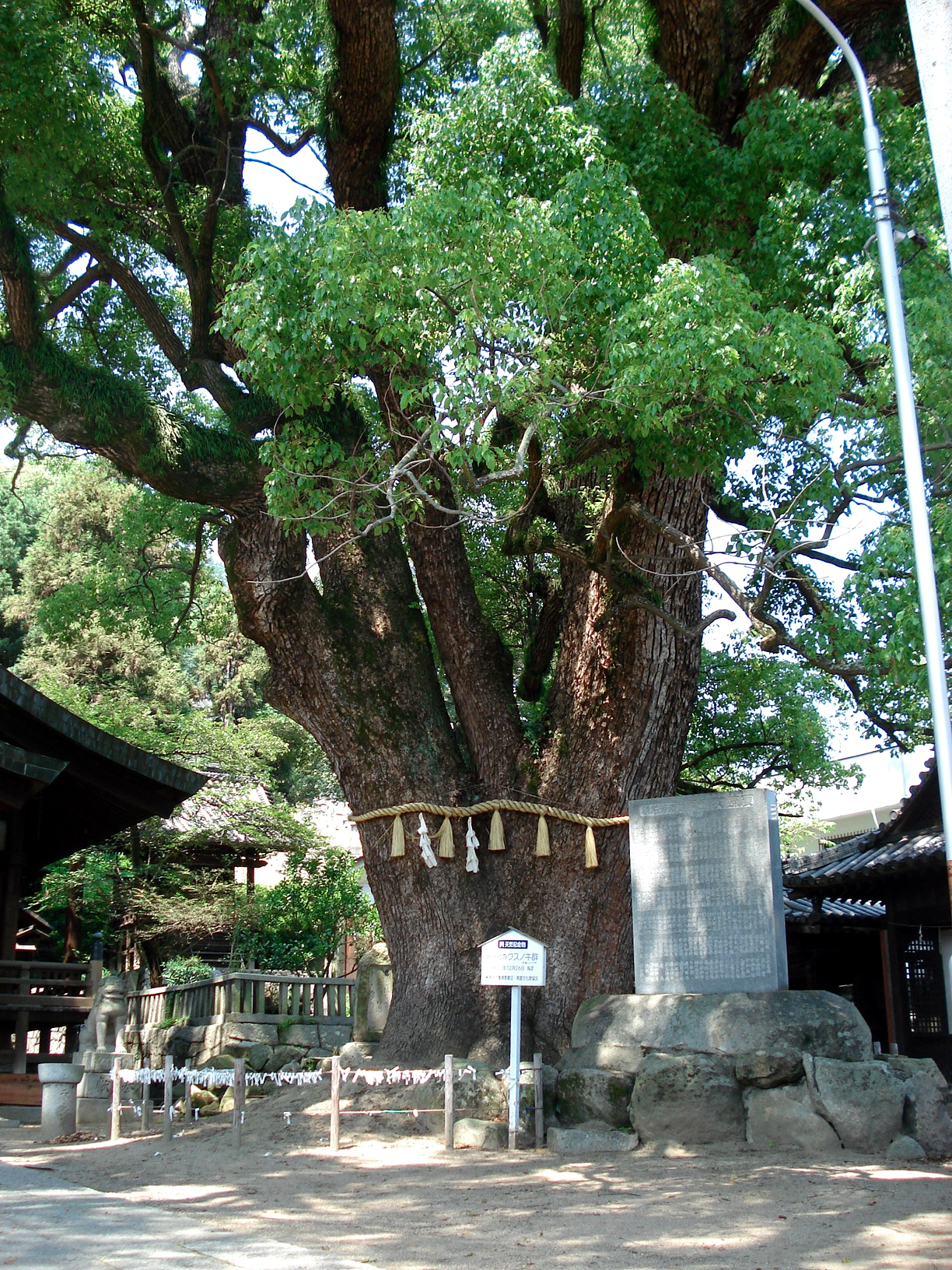
拝殿手前にある最大の楠

### 艮神社のクスノキ群
境内にはクスノキの大木が4株あり、「艮神社のクスノキ群」として広島県指定の天然記念物（指定日：昭和63年12月26日）となっている。このうち境内の入口近く、拝殿の手前にある1株が最大で、地上から3メートルほどのところで幹が3つに分かれている。幹には苔がたくさん付着している。このほか、社殿脇の巨岩のそばに1株、背後に2株がある。これらの楠は樹齢900年と推定されており、幹の直径は7mになる。

### ギャラリー

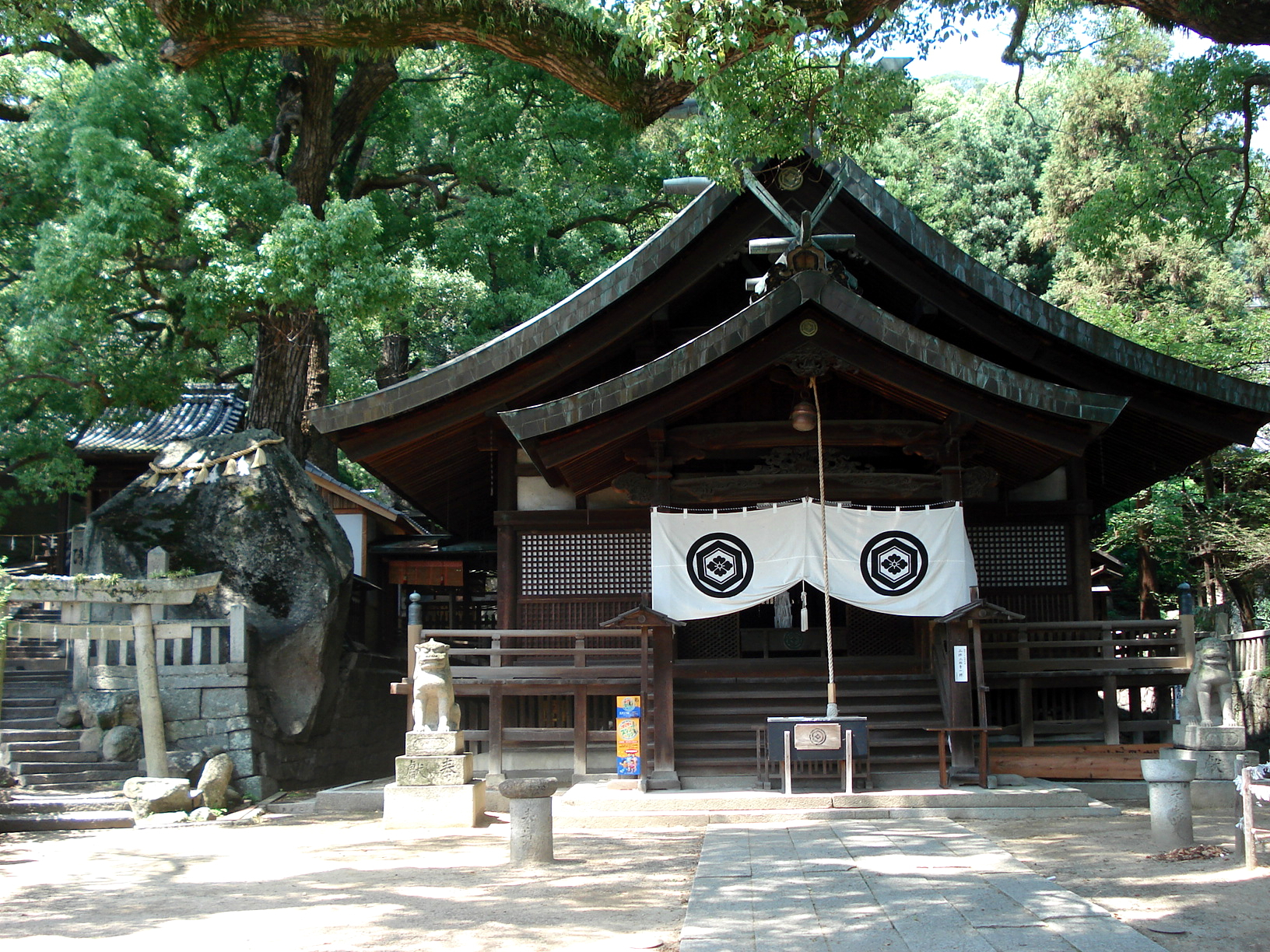
社殿脇の巨岩と大楠（2009年8月）
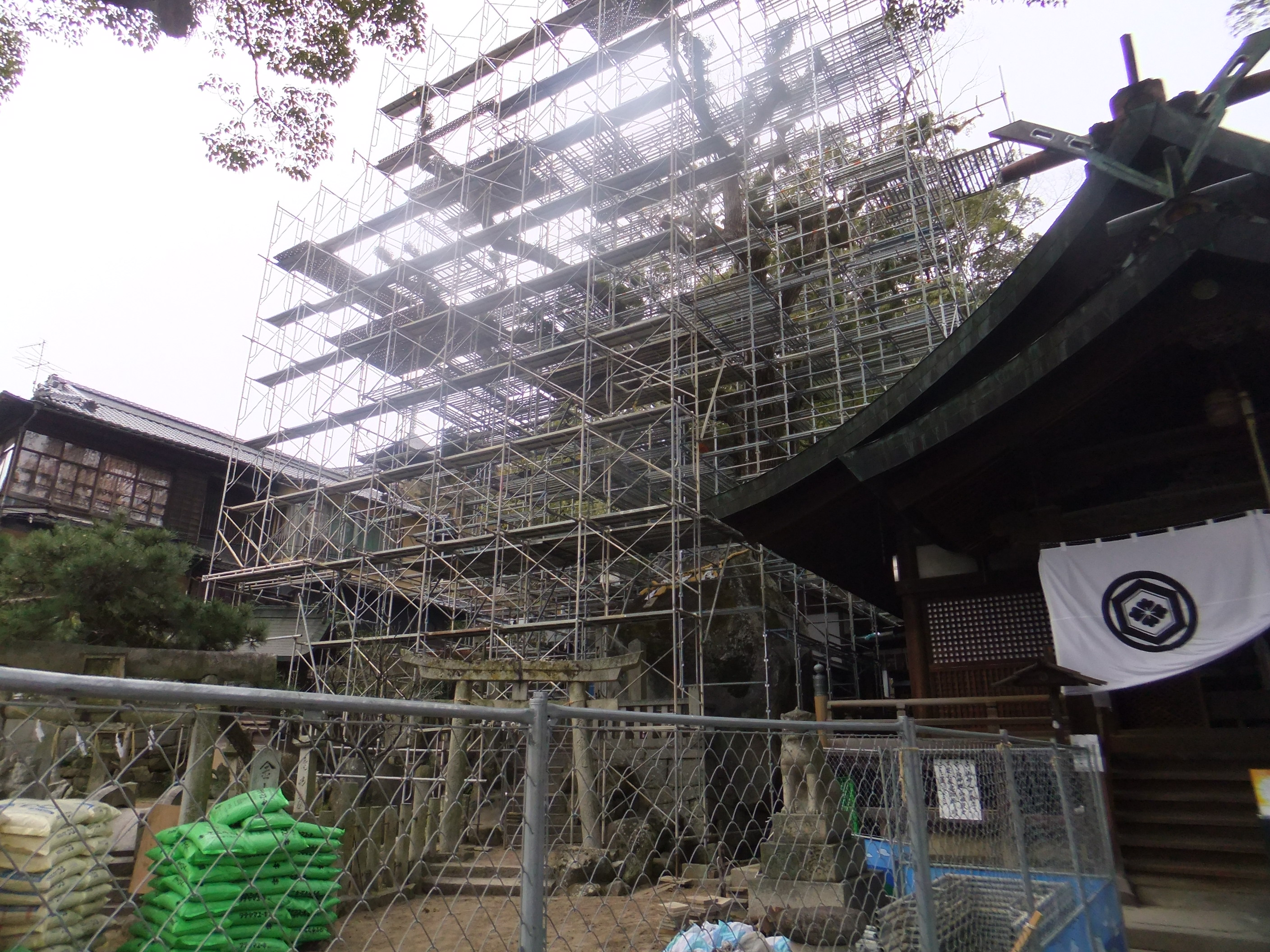
社殿脇の巨岩と大楠（2017年3月）
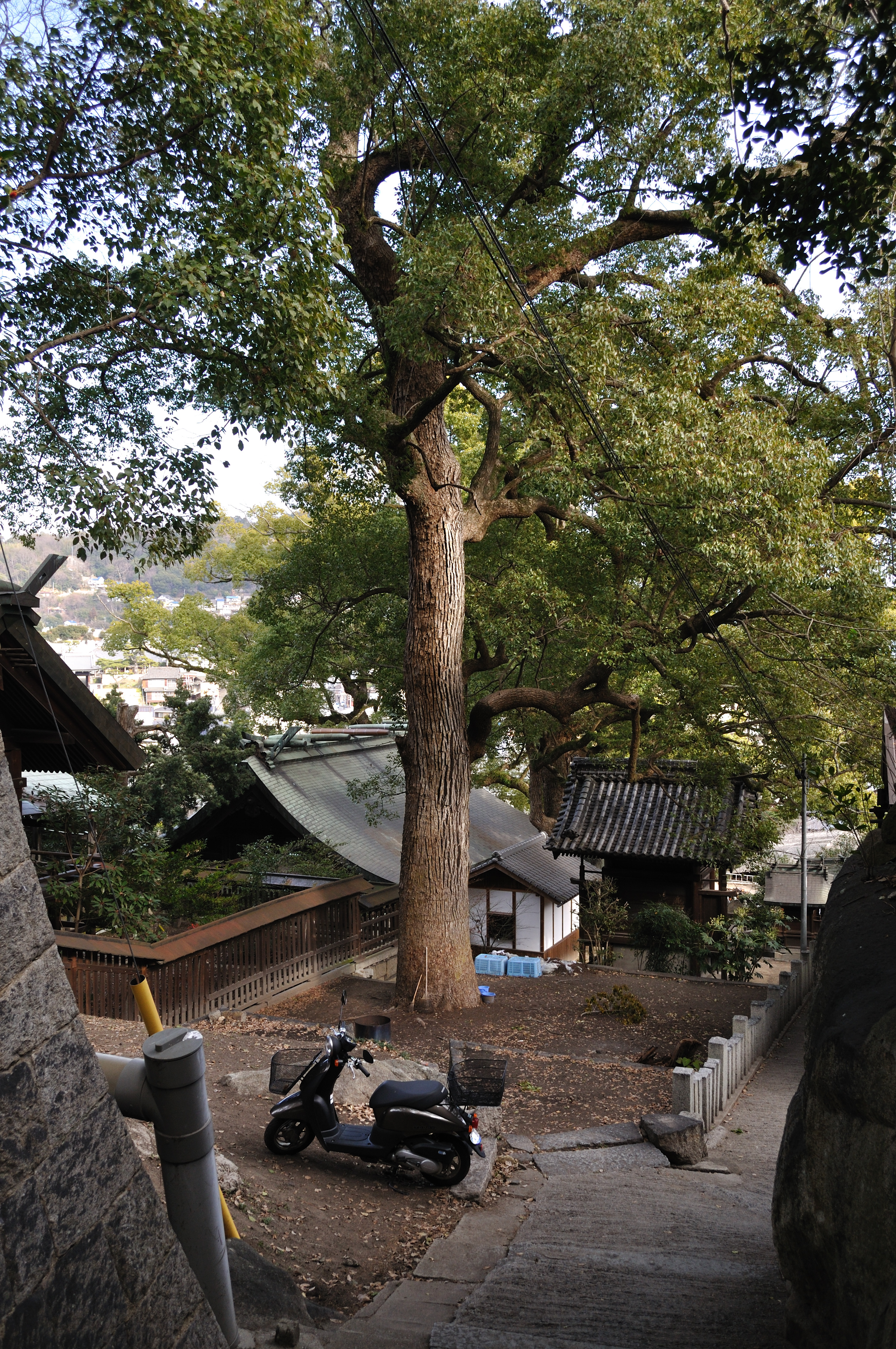
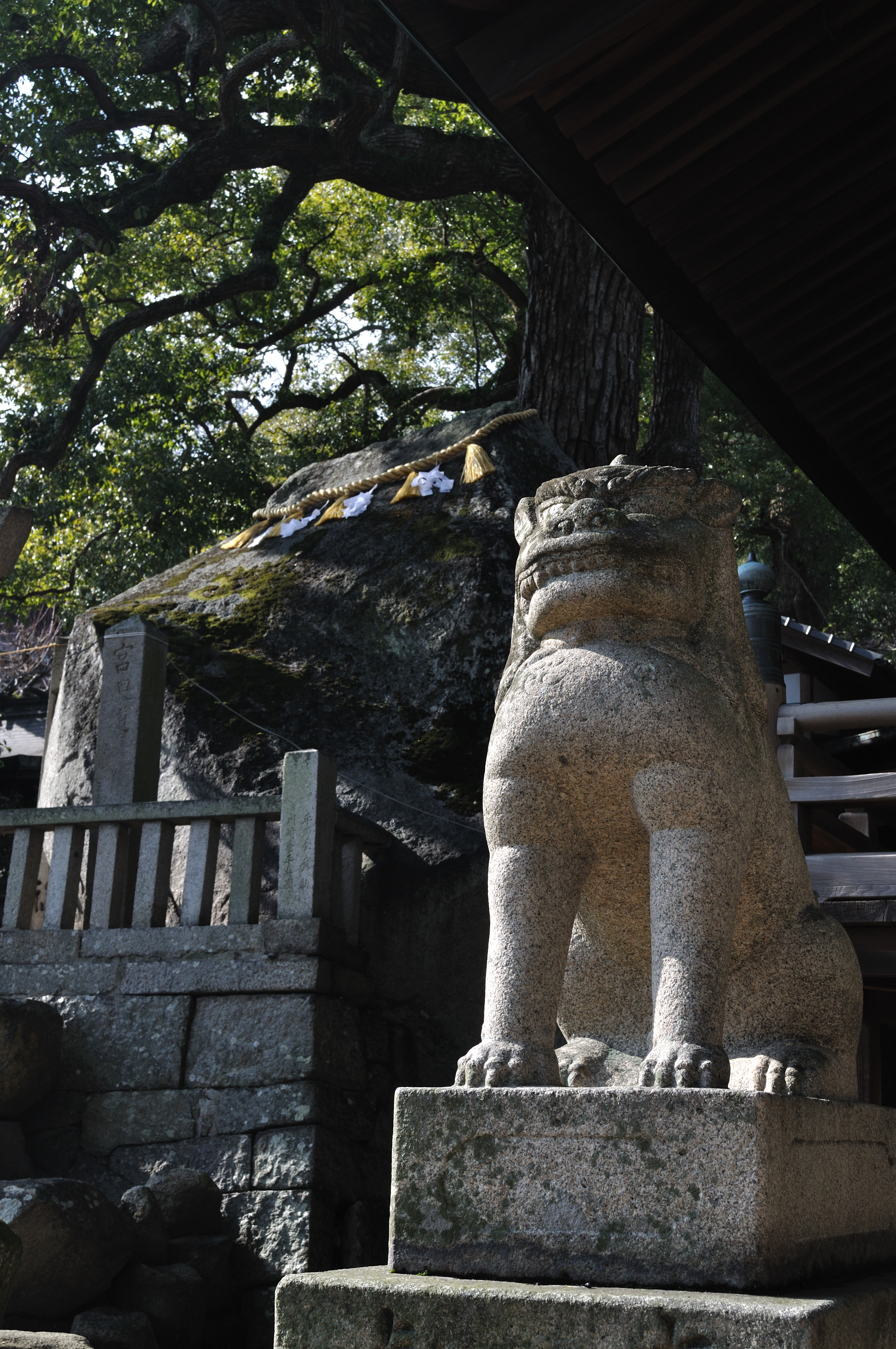
社殿脇の巨岩と狛犬
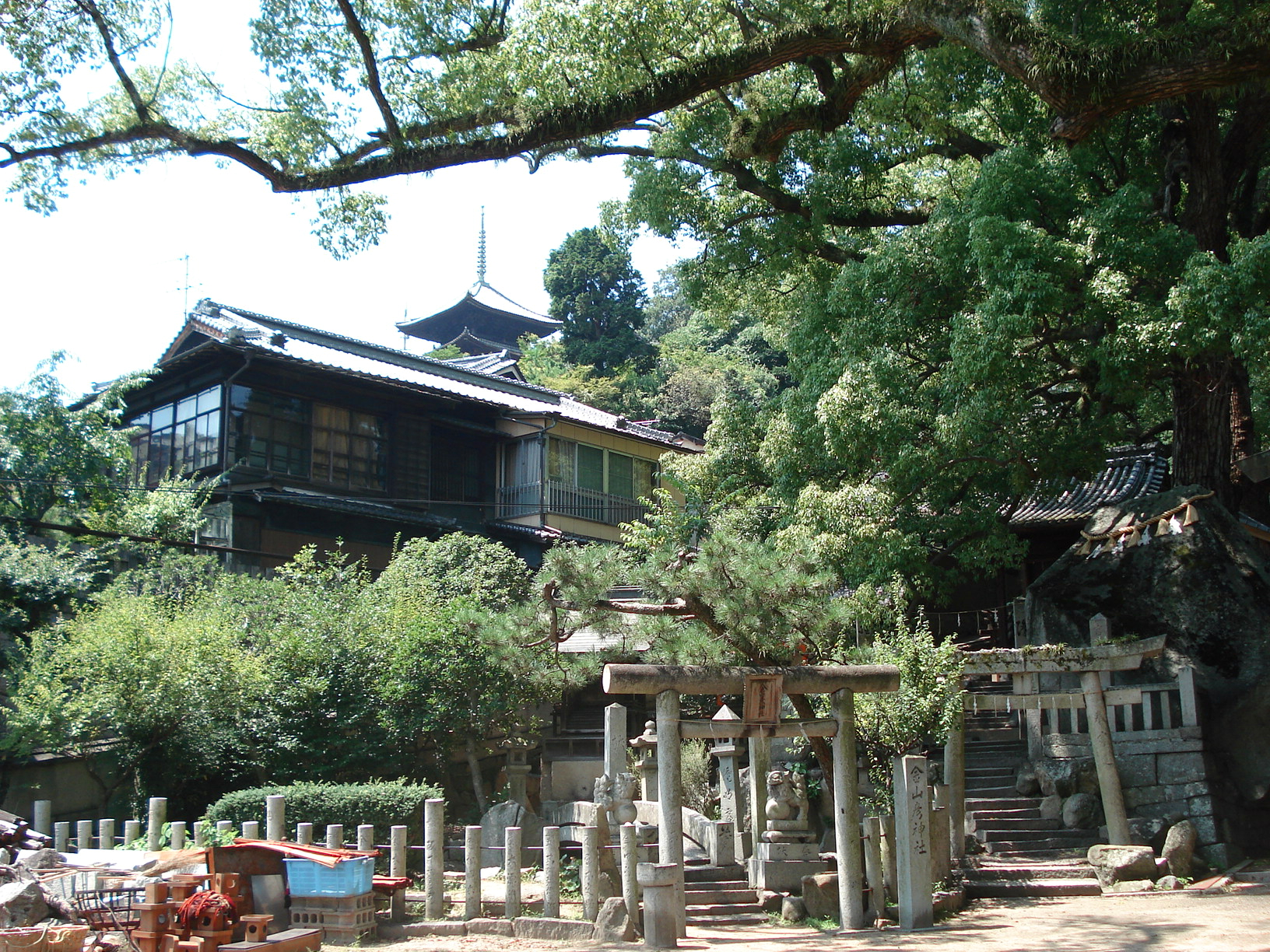
境内社（金山彦神社・代々七福稲荷神社）の鳥居。背後に見えているのは天寧寺 (尾道市)の三重塔。

## 舞台となった作品
- 時をかける少女
主人公の芳山和子のタイムリープ（時かけ）中に神社西側の下り坂が登場するほか「時かけ」の途中に幼いころの和子が神隠しにあった後、境内の大きな楠の裏から出てくるシーンに登場する[5]。
- ふたり[2]
- かみちゅ!
社殿が来福神社のモデルとなっている[6]。

## 現地情報

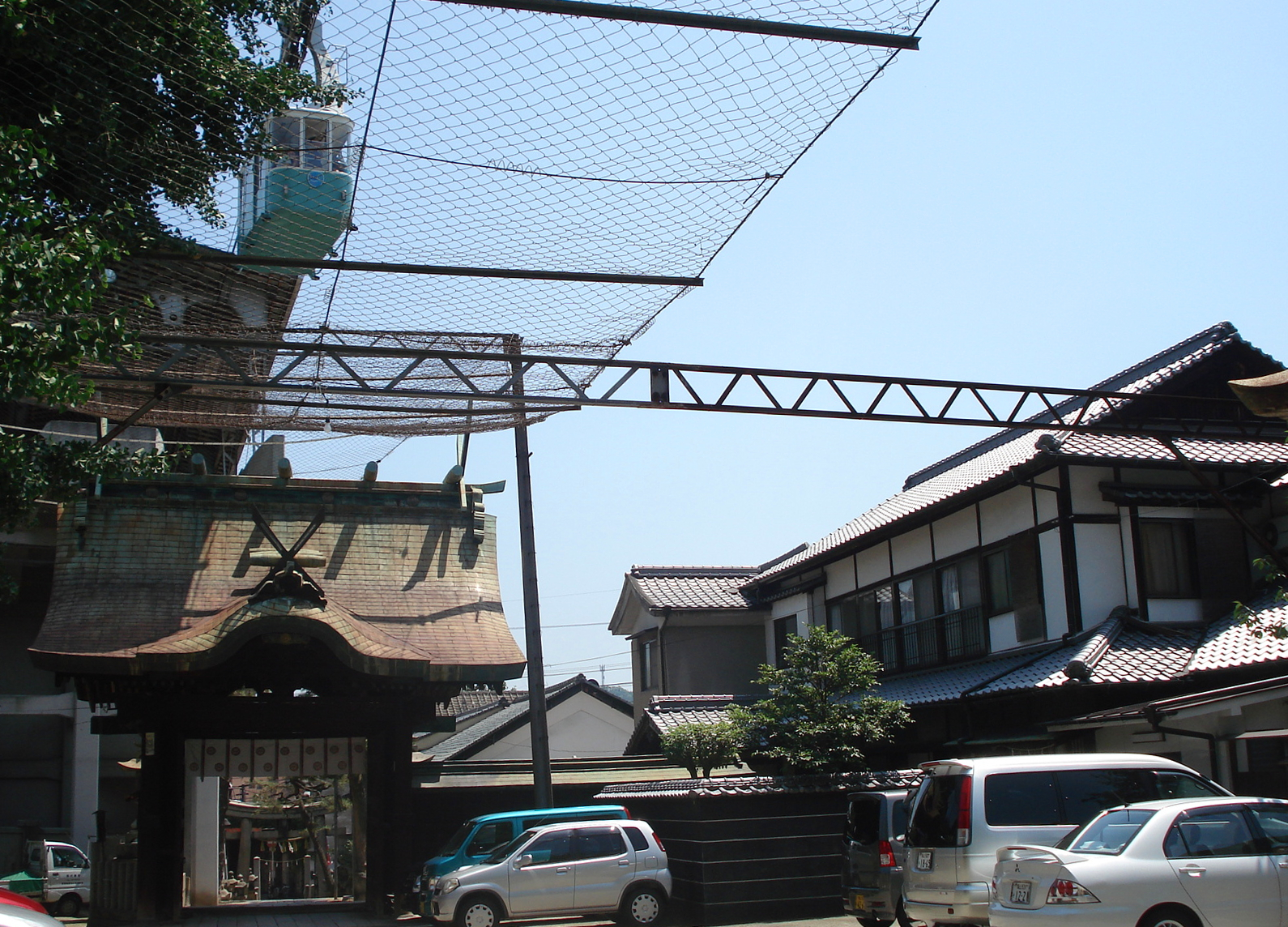
千光寺山ロープウェイは艮神社の真上を通っている。

所在地
- 広島県尾道市長江1丁目3-5

交通アクセス
- 千光寺山ロープウェイ山麓駅下車後、徒歩1分
- おのみちバス バス停「長江口」下車後すぐ